# Exmouth
Exmouth è una città di 32 972 abitanti della contea del Devon, in Inghilterra.